# Program Store
Program Store est une société française de production et de distribution de films, fondée en 2009 par Sébastien Auscher et implantée à Paris.

## Présentation
Elle acquiert des films étrangers, qu'ils soient sortis en salles dans leur pays d'origine ou directement en vidéo, et les exploite en France via la télévision, la VOD et/ou les supports physiques. Sébastien Auscher, également créateur de la franchise "Sous la Seine" diffusée sur Netflix, dirige cette société.
La ligne éditoriale de Program Store est généraliste, incluant des films de genre primés en festivals ainsi que des films nommés aux Oscars. La société a la capacité de distribuer des longs métrages directement dans les salles de cinéma françaises. Elle s'est également distinguée en distribuant de nombreux  nanars  et films de série B.
Program Store participe activement aux principaux festivals de cinéma, notamment ceux de Cannes, Berlin, Toronto et Las Vegas. Ces événements offrent une plateforme idéale pour découvrir de nouveaux talents, établir des partenariats et acquérir des films étrangers. La présence de Program Store à ces festivals témoigne de son engagement à enrichir son catalogue avec des œuvres variées et de qualité, reflétant ainsi sa ligne éditoriale généraliste.

## Films distribués (sélection)[4]

### Films de genre
- Grave Encounters et Grave Encounters 2 des Vicious Brothers
- Turbo Kid de Anouk Whissell, François Simard et Yoann-Karl Whissel
- K-Shop de Dan Pringle, sélectionné au Paris International Fantastic Film Festival
- Mayhem de Joe Lynch
- I See You

### Films d'arts martiaux
- Ip Man 3 de Wilson Yip
- Ip Man 4
- Ip Man Legacy : Master Z
- Kung Fu Killer de Teddy Chan
- Iceman de Wing-Cheong Law
- Sakra, la légende des demi-dieux
- Hatch Protection Rapprochée avec Jean-Claude Van Damme

### Classiques
- Petits meurtres entre amis de Danny Boyle
- La Colline a des Yeux de Wes Craven[5], ressorti en salles avec la société Carlotta Films[6]
- L'Enfer du devoir de William Friedkin
- Man on the Moon de Miloš Forman, ressorti en salles avec la société Carlotta Films[7]

### Nanars
L'une des spécialités de la société est la distribution de nanars contemporains, ce qui lui vaut d'ailleurs de nombreuses sélections en festivals, comme le Festival de l'Alpe d'Huez qui a sélectionné des films du catalogue 5 ans de suite pour sa séance de minuit, ou encore le Paris International Fantastic Film Festival, ou le Festival international du film fantastique de Gérardmer.
Quelques exemples de nanars distribués par la société :
- Sharktopus et Sharktopus vs. Pteracuda produits par Roger Corman
- L'attaque de la pom-pom girl géante[10], produit par Roger Corman
- Bunny Opération Pussy de Joonas Makkonen[11], sélectionné au Festival de l'Alpe d'Huez en séance de minuit
- L'attaque des Donuts tueurs de Scott Wheeler[12], sélectionné au Festival de l'Alpe d'Huez en séance de minuit
- Les Dents de la Neige , sélectionné au Festival de l'Alpe d'Huez en séance de minuit
- Les Zombies font du ski , sélectionné au Festival de l'Alpe d'Huez en séance de minuit
- Super Shark

Documentaires
Program Store se spécialise dans la distribution de documentaires musicaux, ce qui lui vaut de nombreuses sélections dans des festivals renommés tel que le Festival de Cinéma et de Musique de Film de La Baule.

Quelques exemples de nanars distribués par la société :
- Sharktopus et Sharktopus vs. Pteracuda produits par Roger Corman
- L'attaque de la pom-pom girl géante[10], produit par Roger Corman
- Bunny Opération Pussy de Joonas Makkonen[11], sélectionné au Festival de l'Alpe d'Huez en séance de minuit
- L'attaque des Donuts tueurs de Scott Wheeler[12], sélectionné au Festival de l'Alpe d'Huez en séance de minuit
- Les Dents de la Neige , sélectionné au Festival de l'Alpe d'Huez en séance de minuit
- Les Zombies font du ski , sélectionné au Festival de l'Alpe d'Huez en séance de minuit
- Super Shark